# Озімо
Озімо (італ. Osimo) — муніципалітет в Італії, у регіоні Марке,  провінція Анкона.
Озімо розташоване на відстані близько 195 км на північний схід від Рима, 15 км на південь від Анкони.
Населення — 34 829 осіб (2014).
Щорічний фестиваль відбувається 18 вересня. Покровитель — San Giuseppe da Copertino.

## Демографія
Населення за роками:

Станом на 1 січня 2023 року в муніципалітеті офіційно проживало 2189 іноземців з 88 країн, серед них 591 громадянин країн Євросоюзу та 100 громадян України.

## Сусідні муніципалітети
- Анкона
- Камерано
- Кастельфідардо
- Філоттрано
- Монтефано
- Оффанья
- Польвериджі
- Реканаті
- Санта-Марія-Нуова